# Bang Si-hyuk
Đây là một tên người Triều Tiên, họ là Bang.
Bang Si-hyuk (tiếng Hàn: 방시혁; sinh ngày 9 tháng 8 năm 1972), thường được biết đến với nghệ danh "Hitman" Bang (cách điệu là "hitman" bang), là một nhạc sĩ, nhà soạn nhạc, nhà sản xuất âm nhạc và giám đốc âm nhạc người Hàn Quốc. Ông là người sáng lập Big Hit Music (trước đây là Big Hit Entertainment) và Hybe Corporation, đồng thời là chủ tịch hội đồng quản trị của Hybe.
Với tư cách là một trong 50 người giàu nhất Hàn Quốc theo Forbes Asia, Bang Si-hyuk là tỷ phú duy nhất trong ngành giải trí Hàn Quốc. Tính đến tháng 7 năm 2021, giá trị tài sản ròng của ông được ước tính khoảng 3,2 tỷ USD theo Bloomberg Billionaires Index.

## Tiểu sử
Bang Si-hyuk sinh ngày 9 tháng 8 năm 1972 tại Seoul, Hàn Quốc. Cha của ông là Bang Geuk-yoon, cựu chủ tịch của Dịch vụ Bồi thường và Phúc lợi cho Người lao động Hàn Quốc tại Trung tâm Nghiên cứu Bảo hiểm xã hội Hàn Quốc, mẹ của ông là Choi Myung-ja. Ông là con cả trong gia đình và có 1 em gái. Cậu của ông là Choi Kyu-sik được bổ nhiệm làm Đại sứ quán Hàn Quốc tại Hungary vào năm 2018.
Ông lớn lên trong một gia đình có truyền thống nghệ thuật và phát triển niềm đam mê âm nhạc kể từ khi còn nhỏ, nhưng ông được cha mẹ khuyến khích theo đuổi sự nghiệp âm nhạc. Khi còn học tại trường trung học, ông thành lập một ban nhạc với bạn bè của mình và bắt đầu viết lời cũng như biểu diễn các bài hát do chính ông sáng tác. Ông theo học Trường Trung học Kyunggi trước khi tốt nghiệp Đại học Quốc gia Seoul chuyên ngành Mỹ học.

## Sự nghiệp
Bang Si-hyuk ra mắt với tư cách là nhà soạn nhạc khi còn học tại trường đại học. Ông gặp Park Jin-young vào giữa những năm 1990 và cả hai thường hợp tác cùng nhau như một bộ đôi chuyên sáng tác nhạc. Khi Park Jin-young thành lập công ty riêng JYP Entertainment vào năm 1997, ông tham gia cùng Park Jin-young với tư cách là nhà soạn nhạc, hòa âm phối khí và sản xuất. Một trong những thành công ban đầu của họ là nhóm nhạc thế hệ đầu tiên g.o.d. Họ chịu trách nhiệm chính trong việc sản xuất album đầu tay Chapter 1 của g.o.d với Park Jin-young là nhà sản xuất và nhạc sĩ chính trong khi Bang Si-hyuk là nhà soạn nhạc. Một số bài hát nổi tiếng nhất của g.o.d do Bang Si-hyuk hòa âm phối khí bao gồm "One Candle" và "Road". Nghệ danh "hitman" của ông cũng bắt nguồn từ thời kỳ này, khi g.o.d thành công với tư cách là một trong những nhóm nhạc nam bán chạy nhất và nổi tiếng nhất tại Hàn Quốc vào đầu những năm 2000, điều này khiến cho Bang Si-hyuk và Park Jin-young được mọi người biết đến là "hit makers". Bên cạnh g.o.d, ông cũng sản xuất và sáng tác cho nhiều nghệ sĩ khác như Im Chang-jung, Park Ji-yoon, nam ca sĩ và diễn viên Rain, nhóm nhạc Wonder Girls, 2AM, Teen Top và nữ ca sĩ R&B Baek Ji-young.
Năm 2005, Bang Si-hyuk rời JYP Entertainment và thành lập công ty riêng Big Hit Entertainment, nơi ông tiếp tục viết lời, sáng tác và sản xuất cho các nghệ sĩ của Big Hit—ông đồng sáng tác 6 bài hát trong album phòng thu Wings (2016) được giới phê bình đánh giá cao của BTS. Thành công của Wings mang về cho ông giải Nhà sản xuất xuất sắc nhất tại Mnet Asian Music Awards và Nhạc sĩ xuất sắc nhất tại Melon Music Awards vào cuối năm. Tháng 6 năm 2018, ông được Variety vinh danh là một trong những nhà lãnh đạo âm nhạc quốc tế nhờ những thành tựu của BTS.
Tháng 4 năm 2019, giá trị tài sản ròng của ông được ước tính khoảng 770 triệu USD theo Bloomberg. Thương vụ IPO của Big Hit trên thị trường chứng khoán vào tháng 10 năm 2020 là thương vụ IPO lớn nhất tại Hàn Quốc trong 3 năm gần đây và khiến giá trị tài sản ròng của ông tăng vọt lên 2,8 tỷ USD, đưa ông trở thành tỷ phú duy nhất trong ngành giải trí Hàn Quốc và là người giàu thứ sáu tại Hàn Quốc. Với sự thành công của thương vụ IPO và thành công về mặt thương mại của BTS vào cùng năm, ông triển khai chiến lược đa dạng hóa với việc phát triển ứng dụng Weverse, thu mua Source Music và Pledis Entertainment cũng như các công ty khác, Variety vinh danh ông trong danh sách Variety500 ấn bản năm 2020, một dữ liệu thống kê thường niên về 500 doanh nhân có tầm ảnh hưởng lớn nhất trong ngành truyền thông toàn cầu.
Tháng 6 năm 2021, Forbes Asia công bố danh sách 50 người giàu nhất Hàn Quốc. Với tư cách là một trong 2 nhân vật mới trong danh sách, ông được vinh danh là người giàu thứ mười sáu tại Hàn Quốc. Ngày 1 tháng 7, sau khi tái cơ cấu doanh nghiệp, Hybe Corporation thông báo Bang Si-hyuk từ chức CEO của công ty để tập trung sản xuất âm nhạc. Vị trí của ông được Park Ji-won đảm nhận, nhưng ông vẫn nắm giữ chức vụ chủ tịch hội đồng quản trị. Theo Bloomberg Billionaires Index, giá trị tài sản ròng của ông được ước tính khoảng 3,2 tỷ USD tính đến tháng 7 năm 2021. Tháng 4 năm 2022, ông xuất hiện trên trang bìa của tạp chí Time bên cạnh BTS sau khi tạp chí công bố danh sách 100 công ty có tầm ảnh hưởng lớn nhất vào tháng 3—Hybe được vinh danh trong 2 năm liên tiếp và dẫn đầu hạng mục "Nhân vật tiên phong". Cuối tháng 4, ông nhận bằng tiến sĩ danh dự về Quản trị Kinh doanh tại Đại học Quốc gia Seoul (SNU)—ông là người đầu tiên trong ngành giải trí nhận được bằng tiến sĩ—để ghi nhận "đóng góp của ông cho sự phát triển và đổi mới của ngành công nghiệp văn hóa và giải trí Hàn Quốc" cũng như "vai trò của ông trong việc đưa K-pop trở thành nền văn hóa âm nhạc đại chúng toàn cầu".

## Danh sách sản xuất đĩa nhạc
| Năm  | Nghệ sĩ      | Album                                            | Ghi chú                                                                          |
| ---- | ------------ | ------------------------------------------------ | -------------------------------------------------------------------------------- |
| 2007 | Wonder Girls | The Wonder Years                                 |                                                                                  |
| 2009 | Taegoon      | 1st Mini Album                                   |                                                                                  |
| 2010 | 2AM          | Saint o'Clock                                    |                                                                                  |
| 2011 | Lee Hyun     | You Are the Best of My Life                      |                                                                                  |
| 2011 | Homme        | Homme by Hitman Bang                             |                                                                                  |
| 2011 | Lee Seung-gi | Tonight                                          |                                                                                  |
| 2011 | Teen Top     | Roman                                            | với nhà soạn nhạc Park Chang-hyeon                                               |
| 2012 | Lee Hyun     | The Healing Echo                                 |                                                                                  |
| 2013 | BTS          | 2 Cool 4 Skool                                   | đồng sản xuất với Pdogg                                                          |
| 2013 | BTS          | O!RUL8,2?                                        | đồng sản xuất với Pdogg                                                          |
| 2014 | BTS          | Skool Luv Affair                                 |                                                                                  |
| 2014 | BTS          | Skool Luv Affair Special Addition                |                                                                                  |
| 2014 | BTS          | 1st Japan Single Album No More Dream             |                                                                                  |
| 2014 | BTS          | 2nd Japan Single Album Boy In Luv                |                                                                                  |
| 2014 | BTS          | Dark & Wild                                      |                                                                                  |
| 2014 | BTS          | 3rd Japan Single Album Danger                    |                                                                                  |
| 2014 | BTS          | Wake Up                                          |                                                                                  |
| 2015 | BTS          | The Most Beautiful Moment in Life, Pt. 1         |                                                                                  |
| 2015 | BTS          | 4th Japan Single Album For You                   |                                                                                  |
| 2015 | BTS          | The Most Beautiful Moment in Life, Pt. 2         |                                                                                  |
| 2015 | BTS          | 5th Japan Single Album I Need U                  |                                                                                  |
| 2015 | BTS          | 6th Japan Single Album Run                       |                                                                                  |
| 2016 | BTS          | The Most Beautiful Moment in Life: Young Forever |                                                                                  |
| 2016 | BTS          | Youth                                            |                                                                                  |
| 2016 | BTS          | Wings                                            |                                                                                  |
| 2017 | BTS          | You Never Walk Alone                             |                                                                                  |
| 2017 | BTS          | Love Yourself: Her                               |                                                                                  |
| 2018 | BTS          | Love Yourself: Tear                              |                                                                                  |
| 2018 | BTS          | Love Yourself: Answer                            |                                                                                  |
| 2018 | IZ           | Angel                                            | đồng sáng tác "Angel" với Supreme Boi, đồng sáng tác "Granulate" với Kim Do-hoon |
| 2019 | TXT          | The Dream Chapter: Star                          |                                                                                  |
| 2019 | BTS          | Map of the Soul: Persona                         |                                                                                  |
| 2019 | BTS          | BTS World: Original Soundtrack                   |                                                                                  |
| 2019 | TXT          | The Dream Chapter: Magic                         |                                                                                  |
| 2020 | GFriend      | 回:Labyrinth                                     |                                                                                  |
| 2020 | BTS          | Map of the Soul: 7                               |                                                                                  |
| 2020 | TXT          | The Dream Chapter: Eternity                      |                                                                                  |
| 2020 | GFriend      | 回:Song of the Sirens                            |                                                                                  |
| 2020 | BTS          | Map of the Soul: 7 – The Journey                 |                                                                                  |
| 2020 | TXT          | Minisode1: Blue Hour                             |                                                                                  |
| 2020 | GFriend      | 回:Walpurgis Night                               | đồng sáng tác "Mago", "Apple" và "Labyrinth"                                     |
| 2020 | Enhypen      | Border: Day One                                  |                                                                                  |
| 2021 | Enhypen      | Border: Carnival                                 |                                                                                  |
| 2021 | TXT          | The Chaos Chapter: Freeze                        |                                                                                  |
| 2021 | Seventeen    | Your Choice                                      |                                                                                  |
| 2021 | TXT          | The Chaos Chapter: Fight or Escape               |                                                                                  |
| 2021 | Enhypen      | Dimension: Dilemma                               |                                                                                  |
| 2022 | Enhypen      | Dimension: Answer                                |                                                                                  |
| 2022 | Le Sserafim  | Fearless                                         |                                                                                  |
| 2022 | TXT          | Minisode 2: Thursday's Child                     | đồng sáng tác "Good Boy Gone Bad"                                                |
| 2022 | Enhypen      | Manifesto: Day 1                                 | đồng sáng tác "Future Perfect (Pass the Mic)"                                    |

## Giải thưởng
| Giải thưởng                  | Năm  | Hạng mục                                     | Đề cử | Kết quả   | Nguồn  |
| ---------------------------- | ---- | -------------------------------------------- | ----- | --------- | ------ |
| Melon Music Awards           | 2009 | Nhạc sĩ xuất sắc nhất                        | —     | Đoạt giải | [ 33 ] |
| Mnet 20's Choice Awards      | 2010 | 20 ngôi sao có tầm ảnh hưởng lớn nhất        | —     | Đoạt giải | [ 34 ] |
| Korea Music Copyright Awards | 2011 | Người viết lời xuất sắc nhất (ballad)        | —     | Đoạt giải | [ 8 ]  |
| Korea Music Copyright Awards | 2011 | Nhạc sĩ xuất sắc nhất (ballad)               | —     | Đoạt giải | [ 8 ]  |
| Korea Music Copyright Awards | 2011 | Giải thưởng kiệt tác                         | —     | Đoạt giải | [ 35 ] |
| Asia Artist Awards           | 2016 | Nhà sản xuất xuất sắc nhất                   | —     | Đoạt giải | [ 36 ] |
| Melon Music Awards           | 2016 | Nhạc sĩ xuất sắc nhất                        | —     | Đoạt giải | [ 37 ] |
| Mnet Asian Music Awards      | 2016 | Nhà sản xuất điều hành xuất sắc nhất         | —     | Đoạt giải | [ 38 ] |
| Golden Disc Awards           | 2017 | Nhà sản xuất xuất sắc nhất                   | —     | Đoạt giải | [ 39 ] |
| Gaon Chart Music Awards      | 2017 | Nhà sản xuất của năm                         | —     | Đoạt giải | [ 40 ] |
| Korea Content Awards         | 2017 | Khen thưởng của Tổng thống                   | —     | Đoạt giải | [ 41 ] |
| Seoul Music Awards           | 2018 | Nhà sản xuất xuất sắc nhất                   | —     | Đoạt giải | [ 42 ] |
| Genie Music Awards           | 2018 | Nhà sản xuất xuất sắc nhất                   | —     | Đoạt giải | [ 43 ] |
| Mnet Asian Music Awards      | 2018 | Nhà sản xuất của năm                         | —     | Đoạt giải | [ 44 ] |
| Edaily Culture Awards        | 2018 | Giải Frontier                                | —     | Đoạt giải | [ 45 ] |
| Pony Chung Innovation Awards | 2020 | Giải sáng tạo                                | —     | Đoạt giải | [ 46 ] |
| Mnet Asian Music Awards      | 2020 | Nhà sản xuất điều hành xuất sắc nhất của năm | —     | Đoạt giải | [ 47 ] |

### Danh sách
| Xuất bản  | Năm  | Danh sách                               | Nguồn  |
| --------- | ---- | --------------------------------------- | ------ |
| Billboard | 2018 | International Power Players – Recording | [ 48 ] |
| Billboard | 2019 | New Power Generation: 25 Top Innovators | [ 49 ] |
| Billboard | 2019 | International Power Players – Recording | [ 50 ] |